# Liste des ministres français de la Marine marchande
Liste chronologique des ministres français de la Marine marchande :
- 3 novembre 1929 - 21 février 1930 : Louis Rollin
- 21 février 1930 -  2 mars 1930 : Charles Daniélou
- 2 mars 1930 - 13 décembre 1930 : Louis Rollin
- 13 décembre 1930 - 27 janvier 1931 : Charles Daniélou
- 27 janvier 1931 - 20 février 1932 : Louis de Chappedelaine
- 20 février 1932 -  3 juin 1932 : Charles Guernier
- 3 juin 1932 - 31 janvier 1933 : Léon Meyer
- 31 janvier 1933 - 26 octobre 1933 : Eugène Frot
- 26 octobre 1933 - 26 novembre 1933 : Jacques Stern
- 26 novembre 1933 -  9 janvier 1934 : Eugène Frot
- 9 janvier 1934 - 30 janvier 1934 : William Bertrand
- 30 janvier 1934 -  9 février 1934 : Guy La Chambre
- 9 février 1934 -  1er juin 1935 : William Bertrand
- 1er juin 1935 -  7 juin 1935 : François Piétri
- 7 juin 1935 - 17 juin 1935 : Marius Roustan
- 17 juin 1935 - 24 janvier 1936 : William Bertrand
- 24 janvier 1936 -  4 juin 1936 : Louis de Chappedelaine
- 4 juin 1936 - 14 janvier 1938 : Henri Tasso
- 18 janvier 1938 - 13 mars 1938 : Paul Elbel
- 13 mars 1938 - 8 avril 1938 : Henri Tasso
- 10 avril 1938 - 13 septembre 1939 : Louis de Chappedelaine
- 13 septembre 1939 - 16 juin 1940 : Alphonse Rio
- 24 septembre 1941 -  4 mars 1942 : Émile Muselier (Commissaire)
- 4 mars 1942 -  7 juin 1943 : Philippe Auboyneau  (Commissaire)
- 7 juin 1943 -  9 novembre 1943 : René Mayer  (Commissaire)
- 11 septembre 1948 - 28 octobre 1949 : André Colin
- 2 juillet 1950 - 12 juillet 1950 : Lionel de Tinguy
- 12 juillet 1950 - 11 août 1951 : Gaston Defferre
- 11 août 1951 -  8 mars 1952 : André Morice
- 20 janvier 1955 - 23 février 1955 : Raymond Schmittlein
- 23 février 1955 -  1er février 1956 : Paul Antier
- 11 novembre 1957 - 15 avril 1958 : Maurice-René Simonnet (secrétaire d'État)

## Sources et bibliographie
- Jean-Philippe Zanco, Dictionnaire des Ministres de la Marine 1689-1958, S.P.M. Kronos, Paris 2011.